# Millbury (Massachusetts)
Millbury es un pueblo ubicado en el condado de Worcester en el estado estadounidense de Massachusetts. En el Censo de 2010 tenía una población de 13.261 habitantes y una densidad poblacional de 311,52 personas por km².

## Geografía
Millbury se encuentra ubicado en las coordenadas 42°11′32″N 71°46′40″O / 42.19222, -71.77778. Según la Oficina del Censo de los Estados Unidos, Millbury tiene una superficie total de 42.57 km², de la cual 40.68 km² corresponden a tierra firme y (4.43%) 1.89 km² es agua.

## Demografía
Según el censo de 2010, había 13.261 personas residiendo en Millbury. La densidad de población era de 311,52 hab./km². De los 13.261 habitantes, Millbury estaba compuesto por el 94.24% blancos, el 1.33% eran afroamericanos, el 0.2% eran amerindios, el 1.87% eran asiáticos, el 0.07% eran isleños del Pacífico, el 0.68% eran de otras razas y el 1.61% pertenecían a dos o más razas. Del total de la población el 2.31% eran hispanos o latinos de cualquier raza.